# (1926) Demiddelaer
(1926) Demiddelaer ist ein Asteroid des Hauptgürtels, der am 2. Mai 1935 vom belgischen Astronomen Eugène Joseph Delporte in Ukkel entdeckt wurde.
Der Asteroid ist nach Mireille Demiddelaer benannt, der Enkelin des Entdeckers.